# Muniqi
Muniqi est l'une des lignées majeures du cheval Pur-sang arabe. Provenant du Nord de l'Irak, elle est adaptée aux courses et présente une taille élevée ainsi qu'un profil de tête rectiligne. L'un de ses plus fameux représentants pourrait être l'étalon Darley Arabian, ancêtre fondateur de la race des Pur-sang. De nos jours, l'élevage de cette lignée se poursuit en Arabie saoudite.

## Histoire
La lignée est également connue sous les noms de Muniqui, Maneghi, et Managhi.
Elle provient du Nord de l'Irak et a été élevée dans le désert. Historiquement, le type Muniqi n'a été employé par ses éleveurs Arabes que pour la course, jamais pour la guerre ou la chasse. D'après l'étude de l'université de l'Oklahoma, et celle de CAB International, les éleveurs modernes de chevaux arabes le considèrent plus généralement comme l'un des trois grands types de la race, avec Saglawi et Koheilan.
Il n'est généralement pas cité parmi la liste des cinq lignées arabes bédouines issues des Al Khamsa, les juments de Mahomet, mais il arrive qu'il y figure en remplacement des lignées Abeya ou Hamdani.
Il est suggéré que Darley Arabian, l'un des fondateurs de la race du Pur-sang, ait appartenu à cette lignée : connu pour sa vitesse, il était nommé à l'origine « Manak » ou « Manica » par son premier propriétaire, un Sheikh syrien, ce qui rappelle le nom « Muniqui ».

## Description

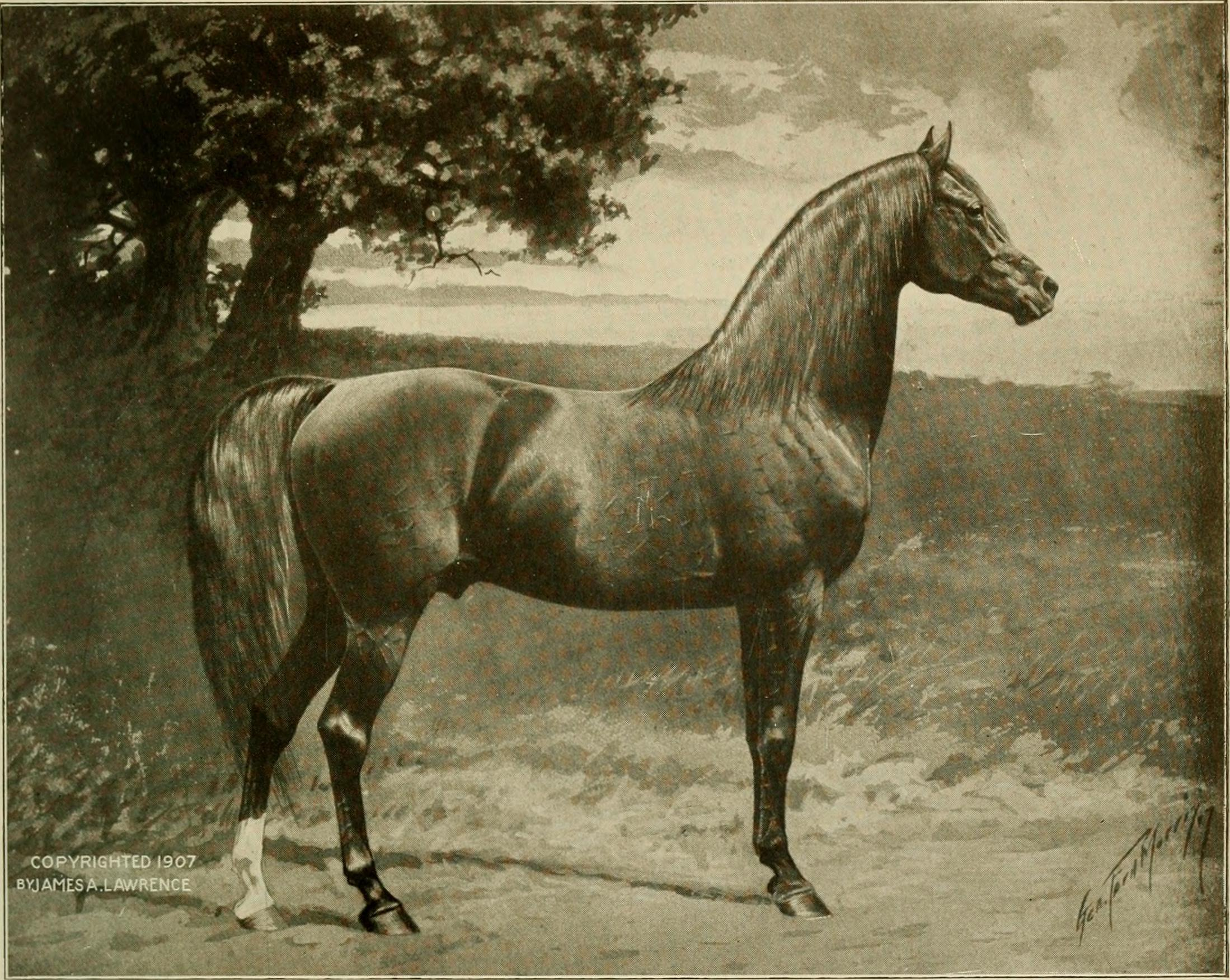
Étalon de lignée Maneghi.

C'est un cheval de course, considéré comme « l'expression ultime de la vitesse » parmi les chevaux arabes. Cette lignée est considérée comme élégante, et présente un profil rectiligne, ainsi que des jambes, un dos et une encolure plus longs que chez les autres chevaux arabes. La morphologie est plus droite, grossière et anguleuse que chez les autres lignées, se rapprochant de celle du Pur-sang. L'animal présente aussi une bonne taille.

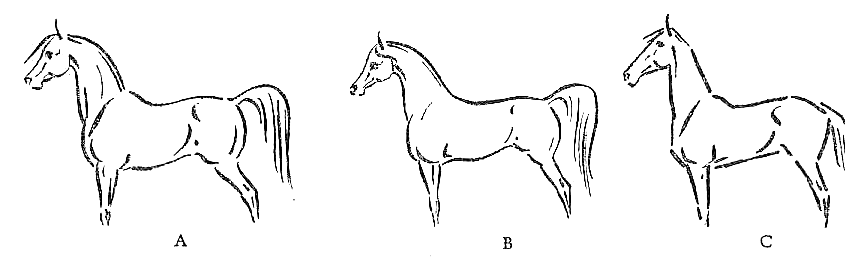
Types chez la race Arabe : en A Koheilan ; en B Saklawi ; en C Muniqi.

## Diffusion de l'élevage
« Maneghi » est considéré comme une lignée originelle élevée en Arabie saoudite.